# 유원 (공구후)
유원(劉元, ? ~ ?)은 전한 말기의 제후로, 노공왕의 후손이다.

## 생애
아버지 유상의 뒤를 이어 공구후(公丘侯)에 봉해졌으나, 전한이 멸망하여 작위가 박탈되었다.

## 출전
- 반고, 《한서》 권15상 왕자후표 上

| 전임 아버지 공구사후 유상 | 전한의 공구후 ? ~ 8년 | 후임 (전한 멸망) |